# Egzarchat krymski
Egzarchat krymski – egzarchat Ukraińskiego Kościoła greckokatolickiego, powstała 13 lutego 2014 z podziału egzarchatu odesko-krymskiego na egzarchat odeski i egzarchat krymski. Od czasu utworzenia urząd egzarchy pozostaje nieobsadzony, a jego administratorem pozostaje bp Mychajło Bubnij CSsR, egzarcha odeski.